# Jiaozi

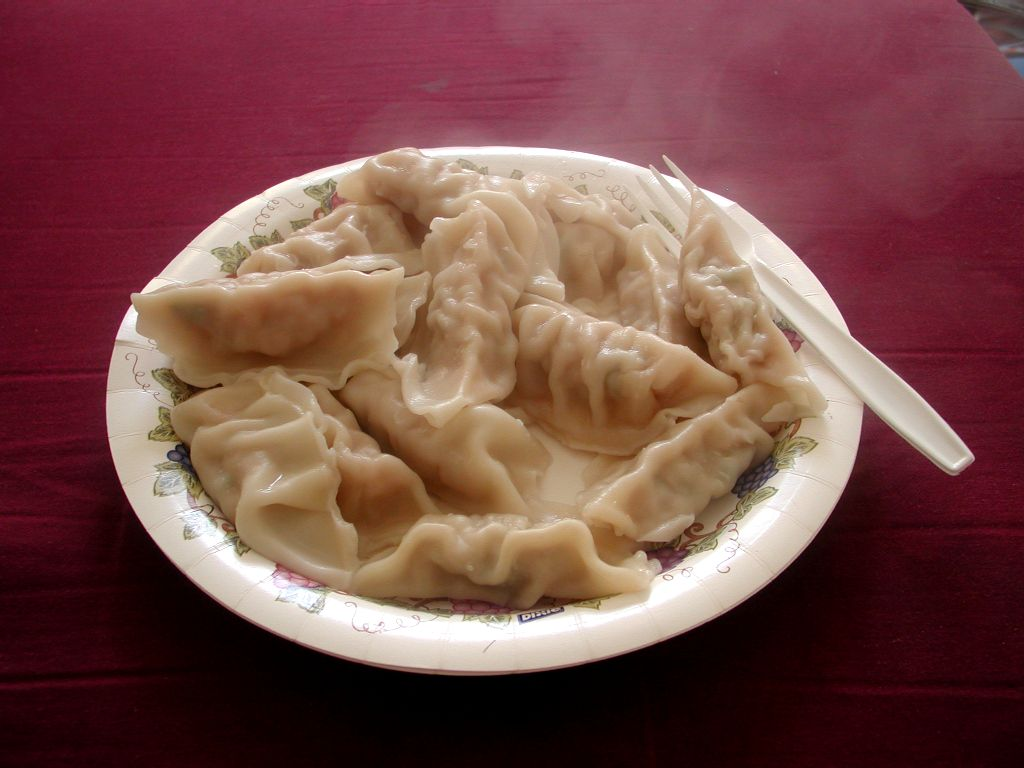
Un plat de jiaozi bullits

Jiǎozi (xinès tradicional: 餃子; xinès simplificat: 饺子; vietnamita: bánh chẻo; nepalès: म:म:, momo; pronúncia cantonesa: gaau; pronúncia japonesa: gyōza) és una mena de ravioli que va sorgir de la cuina xinesa. És molt popular ara a la Xina i els altres països de l'Àsia oriental i Sud-oriental, així com fora d'Àsia. Els jiaozi consisteixen en farciments de carn picada o verdures enrotllats en una massa prima i fina, que se sol segellar amb els dits en ser elaborada. Els jiaozi no han de ser confosos amb els wonton: els jiaozi tenen una pell més gruixuda, són més allargats, i són més semblants als ravioli italians, se solen servir amb una salsa de soia-vinagre (o salsa picant); mentre que el wonton té una pell fina, són més semblants a una esfera, i se serveixen per regla general en un brou o fregit en oli fins que la pell sigui molt cruixent.
A la Xina, es mengen per a esmorzar, dinar, o sopar, i particularment en festes. Poden ser el plat principal d'un àpat o poden ser un aperitiu o un petit plat final. Quan es fan a casa, es poden comprar pells de jiaozi o es poden fer, amb una massa de farina i aigua bullent. Sovint tota la família ajuda a farcir-los i plegar-los en la preparació d'una festa.

## Etimologia
La paraula jiǎozi fou escrit originalment amb el caràcter 角, amb la mateixa pronúncia; aquest caràcter vol dir "banya" i evidentment els jiaozi foren anomenats per la seva forma semblant. Després va adquirir un caràcter específic al menjar (餃); la meitat a l'esquerra significa que es refereix a algun menjar, i la meitat a la dreta indica la pronúncia.
La paraula jiǎozi s'assembla a una paraula antiga per diners; aquest fet, amb el seu color daurat i semblança a lingots d'or de la Dinastia Ming, ha creat una associació entre els jiaozi i la prosperitat. Per tant, s'acostuma a menjar-los durant la festa del cap d'any xinès.

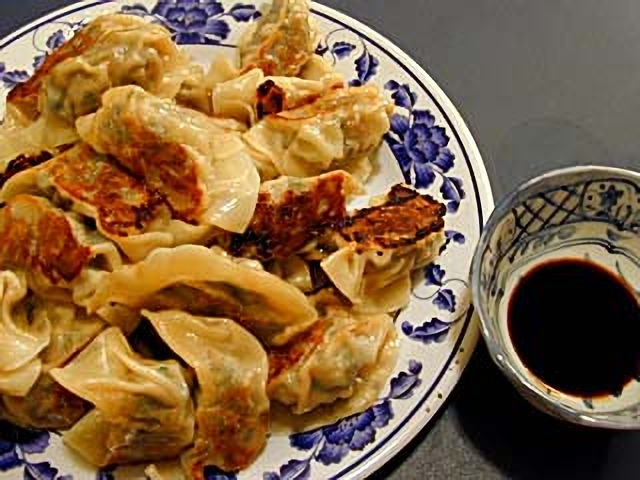
Un plat de guōtiē i salsa

## Tipus
S'hi divideix en tres tipus segons la manera de coure'ls:
- Jiaozi bullits, shuǐjiǎo (水餃)
- Jiaozi cuits al vapor, zhēngjiǎo (蒸餃), normalment cuits en un cistell de bambú per sobre d'una olla d'aigua bullent
- Jiaozi fregits, guōtiē (鍋貼), són fregits amb una quantitat petita d'oli en un wok per a fer una crosta una mica cruixent a la superfície en contacte amb el recipient. Després de fregir-los per uns minuts s'afegeix aigua per a crear vapor i coure el farciment.

El gaau (pronúncia cantonesa del mateix caràcter 餃) és un tipus de jiaozi servit a Guangdong. En comparació amb els jiaozi del nord de la Xina, els gaau són més petits amb una massa més prima. Formen un dels plats principals del dim sum, un àpat lleuger acompanyat pel te, típic del sud de la Xina. El dim sum es menja a restaurants, que serveixen diversos plats de petits mossos compartits pels comensals. Molts restaurants de dim sum serveixen variants innovadors dels gaau, amb ingredients típics d'altres tradicions gastronòmiques de la Xina o d'altres països inclòs el Japó (per exemple el teriyaki) i països de l'Àsia Sud-oriental (curris).

## Farciments
Els farciments més comuns són el porc picat, les  gambes tallades, el peix, el pollastre i la carn de bou. També se'n fan de cerdures com ara col, porros i altres verdures del gènere Allium, incloent-hi varietats poc disponibles fora d'Àsia. Les receptes tradicionals sovint combinen la carn i les verdures. Els jiaozi de gambes típicament contenen carn de porc també perquè un farciment sense greix no es cou bé.

## Versions no-xineses

### Gyōzajaponesos
Gyōza, un préstec derivat de la pronúncia del dialecte xinès de Shandong, s'escriu amb els mateixos caràcters com en xinès. Els gyoza típicament tenen més all que versions xineses, amb una pell prima. Se serveixen amb una salsa més dolça que les salses típiques de la Xina, o bé amb una salsa picant d'oli i bitxo. El farciment més típic combina porc picat amb col, all, oli de sèsam, i condiments. Totes les tres maneres comunes de coure'ls emprades a la Xina són emprades al Japó també. Els gyoza fregides se serveixen a restaurants de ramen i del menjar xinès.

### Momonepalesos
Els momo es fan més sovint amb la carn de búfal asiàtic domèstic, i a vegades amb pollastre o carn de xai, amb diversos condiments. Altres variants es fan amb el formatge o les verdures. Es couen sovint al vapor per sobre d'una sopa, amb la qual se serveixen; a vegades són fregides després. Són popular a Nepal, Tibet, Bhutan, i parts adjacents de l'Índia, així com a zones amb immigrants del Nepal i Tibet. Els momo són el menjar ràpid més popular del Nepal. Se serveixen amb salsa de tomàquet o de verdures confitades.